# Вардоянц Мкртич Карапетович
Мкртич Карапетович Вардоянц (груз. მკრტიჩ ვარდოიანცი, вірм. Մկրտիչ Վարդոյանց; 1871—1955) — грузинський політик, Член Установчих зборів Грузії (1919—1921).

## Біографія
Народився 1871 року у місті Александрополь (сучасне Гюмрі у Вірменії). За національністю вірменин.
У 1892 році закінчив 3 класи професійного Тифліського училища за спеціальністю слюсар. Працював автомеханіком у головних майстернях Закавказької залізниці.
З 1898 році — член Російської соціал-демократичної робочої партії. З 1902 року жив та працював у Баку. З 1905 року примкнув до фракції «меншовиків». 1905 року за участь у революційних виступах у Баку був заарештований і засуджений до тюремного ув'язнення, у 1906—1907 роках мешкав у Санкт-Петербурзі, у 1910—1911 — у Баку. Втретє заарештований 30 вересня 1911 року в Баку; утік із в'язниці і жив нелегально в Карсі і Тифлісі (1911—1913).
Після Лютневої революції обраний до ЦК Російського залізничного союзу. У 1917 — член Ради депутатів робітників і солдатів у Тифлісі. У грудні 1917 року один із засновників та організаторів Червоної гвардії Грузії, пізніше Народної гвардії; Обраний до членів Генерального штабу Народної гвардії; був керівником ремонтної бригади бронепоїзда.
У 1918 році підписав Акт незалежності Грузії, обраний членом парламенту Демократичної Республіки Грузія. 12 березня 1919 обраний членом Установчих зборів Грузії за списком соціал-демократичної партії Грузії. Працював у Тифліському депо.
У 1921 році, після радянської окупації Грузії брав участь у русі опору режиму; Працював на Тифліській ГЕС.
1 квітня 1922 року за антирадянську агітацію провів 6 місяців у в'язниці. 9 жовтня 1922 року в групі політв'язнів із 62 осіб його було вислано до Польщі через Москву. Звідти за допомогою Ладо Ахметелі, представника Демократичної Республіки Грузія у Німеччині, перебрався до Німеччини.
Спочатку жив у Берліні. У жовтні 1923 року виїхав до Парижа. Був робітником на фабриці Рено. Помер у Левілі під Парижем. Похований 10 грудня на грузинському цвинтарі у Левілі.